# 183 Istria
183 Istria je kameni asteroid glavnog pojasa.
Asteroid je 8. veljače 1878. iz Pule otkrio Johann Palisa i nazvao ga po poluotoku Istri.
… | 182 Elsa | 183 Istria | 184 Dejopeja | …